# Приказ Городового дела
Приказ Городового дела — временный орган центрального управления, действовавший в 1638—1644 годы. Этот приказ руководил восстановлением и строительством городового земляного вала и рва вокруг Москвы.
В «Советской исторической энциклопедии» Наталья Фёдоровна Демидова, перечисляя приказы XVI—XVII утверждала, что приказ Городового дела ведал строительством системы укреплений на южных границах Российского государства. Д. В. Лисейцев, Н. М. Рогожин, Ю. М. в книге «Приказы Московского государства XVI—XVII вв.» утверждали, что предположение о том, что данный приказ руководил строительством засечных черт (Белгородской, Козловской) было сделано Николаем Владимировичем Устюговым. И ссылаясь на работы Владимира Павловича Загоровского авторы «Приказы Московского государства XVI—XVII вв.» утверждали, что данное предположение « не подтверждено капитальными исследованиями истории их строительства».

## Руководители
| Период                             | Руководители                      | Дьяки                                                                              |
| ---------------------------------- | --------------------------------- | ---------------------------------------------------------------------------------- |
| 29 сентября 1638 года              | кн. Григорий Петрович Барятинский | Андрей Строев                                                                      |
| 12 декабря 1639 года—1640/1641 год | Даниил Андреевич Замыцкий         | Андрей Строев                                                                      |
| 25 июня 1642 года—3 мая 1644 года  | Федор Васильевич Бутурлин         | Семен Дохтуров (25 июня — 31 мая 1643 года); Григорий Углев (с 27 ноября1643 года) |